# Marcelo Valdivieso
Marcelo Nicolás Valdivieso Escobar (Santiago) es un actor chileno, conocido por actuar en diversas teleseries de Televisión Nacional de Chile.

## Estudios
1990-1994 : Colegio San Ignacio El Bosque
1995-1998 : Titulado Técnico en Administración Hotelera INACAP
1999-2002 : Titulado en Actuación profesional Club de Teatro Fernando González
2004 : Taller de Improvisación (Claudio Espinoza)

## Cine
| Cine | Cine               | Cine                     | Cine |
| Año  | Cine               | Rol                      |      |
| ---- | ------------------ | ------------------------ | ---- |
| 2010 | La Esmeralda, 1879 | Teniente Ignacio Serrano |      |

## Teleseries
| Teleseries | Teleseries           | Teleseries             | Teleseries |
| Año        | Teleserie            | Rol                    | Canal      |
| ---------- | -------------------- | ---------------------- | ---------- |
| 2011       | Esperanza            | Héctor "Tito" Arguedas | TVN        |
| 2012       | Pobre Rico           | Profesor Queirolo      | TVN        |
| 2013       | Solamente Julia      | Pedro Castillo         | TVN        |
| 2014       | El amor lo manejo yo | Agustín Rensi          | TVN        |
| 2015       | Esa no soy yo        | Manuel González        | TVN        |

## Series y unitarios
| Series y Unitarios | Series y Unitarios        | Series y Unitarios | Series y Unitarios |
| Año                | Serie                     | Rol                | Canal              |
| ------------------ | ------------------------- | ------------------ | ------------------ |
| 2006               | Mujer rompe el silencio   | ¿?                 | Mega               |
| 2006               | Ciudadano K Biografías    | ¿?                 | Chilevisión        |
| 2006               | Epopeya                   | Soldado            | TVN                |
| 2006               | Casado con Hijos          | Samuel             | Mega               |
| 2006               | Huaquiman y Tolosa        | ¿?                 | Canal 13           |
| 2006               | Último minuto             | ¿?                 | TVN                |
| 2006               | Pecados Capitales         | ¿?                 | Chilevisión        |
| 2007               | Héroes                    | Capitán Novoa      | Canal 13           |
| 2008               | La ofis                   | Jesús              | Canal 13           |
| 2011               | Prófugos                  | Detective Miretti  | HBO                |
| 2011               | Los archivos del Cardenal | Wilson             | TVN                |
| 2012               | Cobre                     | Nico               | Mega               |

## Teatro
- 2006 Asistente de Actuación obra "Gulliver"[1]

Compañía viaje inmóvil l Jaime Lorca
- 2004 - 2006 Temporadas y giras Teatrales con la obra

"La bella y la bestia"
- 2006 Apertura Carnavales Culturales de Valparaíso

Con la obra "Stuardo y Lihn Cara a Cara"
- 2006 Festival de Teatro a mil (FITAM)

"Stuardo y Lihn Cara a Cara"
- 2005 Temporada Teatral Matucana 100

"Stuardo y Lihn Cara a Cara"
- 2005 Temporales Teatrales de Puerto Montt

"Stuardo y Lihn Cara a Cara"
- 2003 Festival de Teatro a mil (FITAM) l "Gemonías"

Hall central del Cementerio General
- 2003 Teatro callejero España Barcelona
- 2001 - 2002 Temporada y gira Nacional con la obra "Sinvergüenzas"